# Войтенко Олег Андрійович
Оле́г Андрі́йович Войте́нко (нар. 11 березня 1978 — 22 серпня 2014) — молодший сержант Збройних сил України, учасник російсько-української війни.

## Життєвий шлях
Народився 1978 року в місті Київ. Мешкав на проспекті Бажана — Дарницький район Києва, до 9 класу вчився у ЗОШ № 255, по тому — у ПТУ № 16, 1996 року закінчив, столяр-верстатник. В 1996—1997 роках проходив строкову службу, ВПС, займався укладкою парашутів. Після демобілізації працював на київському заводі ДСП «Аверс», в 2010-х — на київському деревообробному комбінаті «L-Мастер», столяр-верстатник, на фірмі ДСП «Кронос-Україна». Був уболівальником ФК «Динамо».
Брав активну участь у подіях Революції гідності, заразив своїм настроєм близьких, здійснював фототрансляції з Майдану на Фейсбук, мав псевда Дикий, Вредний.
У часі війни — молодший сержант, кулеметник 12-го батальйону територіальної оборони «Київ», псевдо «Бабай».
Бійці батальйону перебували на бойових позиціях в Жовтневому районі Луганська (Червоний Яр). Олег 22 серпня заступив вночі на чергування в охороні танкової позиції; приблизно о 4-й годині ранку по їхніх позиціях терористи відкрили залповий вогонь з танка, тоді загинув Дмитро Боровик. Олег був важко поранений і помер на операційному столі в місті Щастя — важкі поранення в шию, легені, велика крововтрата, протримався ще півтори години. Двоє танкістів 24-ї бригади тоді ж дістали поранення.
Без Олега лишились батьки, дружина Тетяна та донька.
Похований у місті Київ.

## Нагороди та вшанування
За особисту мужність і героїзм, виявлені у захисті державного суверенітету та територіальної цілісності України, вірність військовій присязі під час російсько-української війни, відзначений — нагороджений
- орденом «За мужність» III ступеня (14.3.2015, посмертно)
- меморіальна дошка у київській ЗОШ № 255 — вересень 2015
- Його портрет розміщений на меморіалі «Стіна пам'яті полеглих за Україну» у Києві: секція 3, ряд 6 місце 1
- Вшановується 21 серпня на щоденному ранковому церемоніалі вшанування українських захисників, які загинули цього дня у різні роки внаслідок російської збройної агресії[1]